# Kollau (Thallwitz)
Kollau ist ein Ortsteil der Gemeinde Thallwitz im Landkreis Leipzig des Freistaats Sachsen.

## Geografische Lage
Kollau liegt westlich des Gemeindesitzes Thallwitz am Ostufer der Mulde zwischen Eilenburg im Norden und Wurzen im Süden. Ungefähr einen Kilometer flussabwärts befindet sich das Kollauer Wehr, das auch „Bobritzer Damm“ genannt wird.

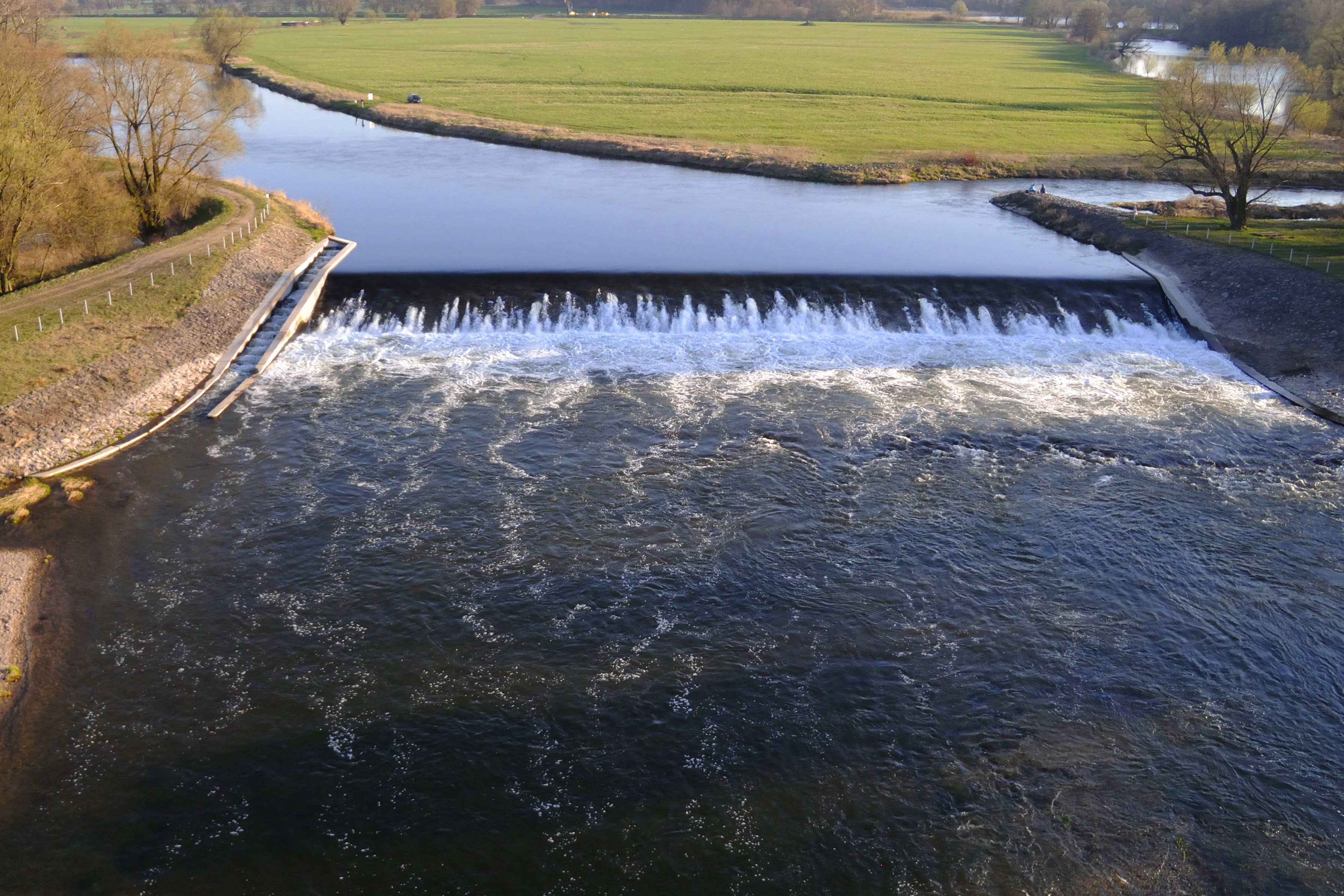
Kollauer Wehr mit Fischtreppe

## Geschichte
Kollau, früher auch mit der Schreibweise „Collau“, wurde als „Kolowe“ am 10. November 1248 in einer Urkunde über die Festlegung der Grenzen des Meißener  Hochstifts erstmals erwähnt. 1791 kam Zischwitz als Ortsteil zu Kollau. Bis 1815 gehörte Kollau anteilig zu den kursächsischen bzw. königlich-sächsischen Ämtern Eilenburg und Wurzen. Die Grundherrschaft über den Ort lag um 1747 beim Rittergut Thallwitz, das zum Amt Wurzen des Stiftsamts Wurzen unter kursächsischer Oberhoheit gehörte. Durch die Beschlüsse des Wiener Kongresses kam Kollau im Jahr 1815 zu Preußen und wurde 1816 dem Kreis Delitzsch im Regierungsbezirk Merseburg der Provinz Sachsen zugeteilt, zu dem der Ort bis 1952 gehörte.
Bei der Verwaltungsreform der DDR kam Kollau am 25. Juli 1952 zum Kreis Eilenburg im neu gebildeten Bezirk Leipzig. Am 4. Dezember 1952 erfolgte die Umgliederung in den Kreis Wurzen und am 1. Januar 1957 die Eingemeindung nach Thallwitz.